# Бальсас
Ба́льсас (в среднем течении — Меска́ла, в верхнем течении — Атоя́к; исп. Río Balsas) — река в Мексике. Формирует обширный бассейн в центральной части южной Мексики, площадь бассейна составляет 113,2 тыс. м2.  
Является одной из самых длинных рек Мексики, её длина составляет 724 км. Начинается в южной части Мексиканского нагорья при слиянии рек Сан-Мартин и Зауапан на территории штата Пуэбла. Течёт на юго-запад, затем на запад через штат Герреро, образуя границу со штатом Мичоакан. Впадает в Тихий океан недалеко от города Ласаро-Карденас.
Бальсас на всём протяжении протекает в горах и имеет несколько названий в разным местах своего течения — Амакусак (Amacuzac), приток в штате Морелос, Микситеко (Mixteco) в штате Оахака, Атояк (Atoyac) в штате Пуэбла и Мескала (Mezcala) в Герреро.

## География

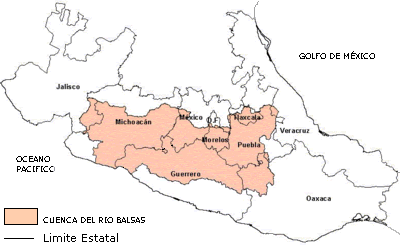
Бассейн реки Бальсас

Река Бальсас расположена в тектонической впадине между хребтом Южная Сьерра-Мадре и Трансмексиканским вулканическим поясом. Эрозионная деятельность притоков реки Бальсас создала на склонах Южной Сьерра-Мадре сложную сеть глубоких долин и гребней, почти не оставив ровных участков.
Питание реки преимущественно дождевое. Среднегодовой расход воды в устье 440 м3/с.
В районе бассейна реки Бальсас находятся месторождения золота, свинца, меди, цинка, железа, угля, барита, марганца, мышьяка, сурьмы, талька.
На реке есть несколько порогов. Большая часть бассейна занята широколиственными тропическими лесами. Основные притоки реки слева — Мистеко, Тлапанеко, справа — Нехапа, Куцамала, Такам-баро, Тепалькатепек.

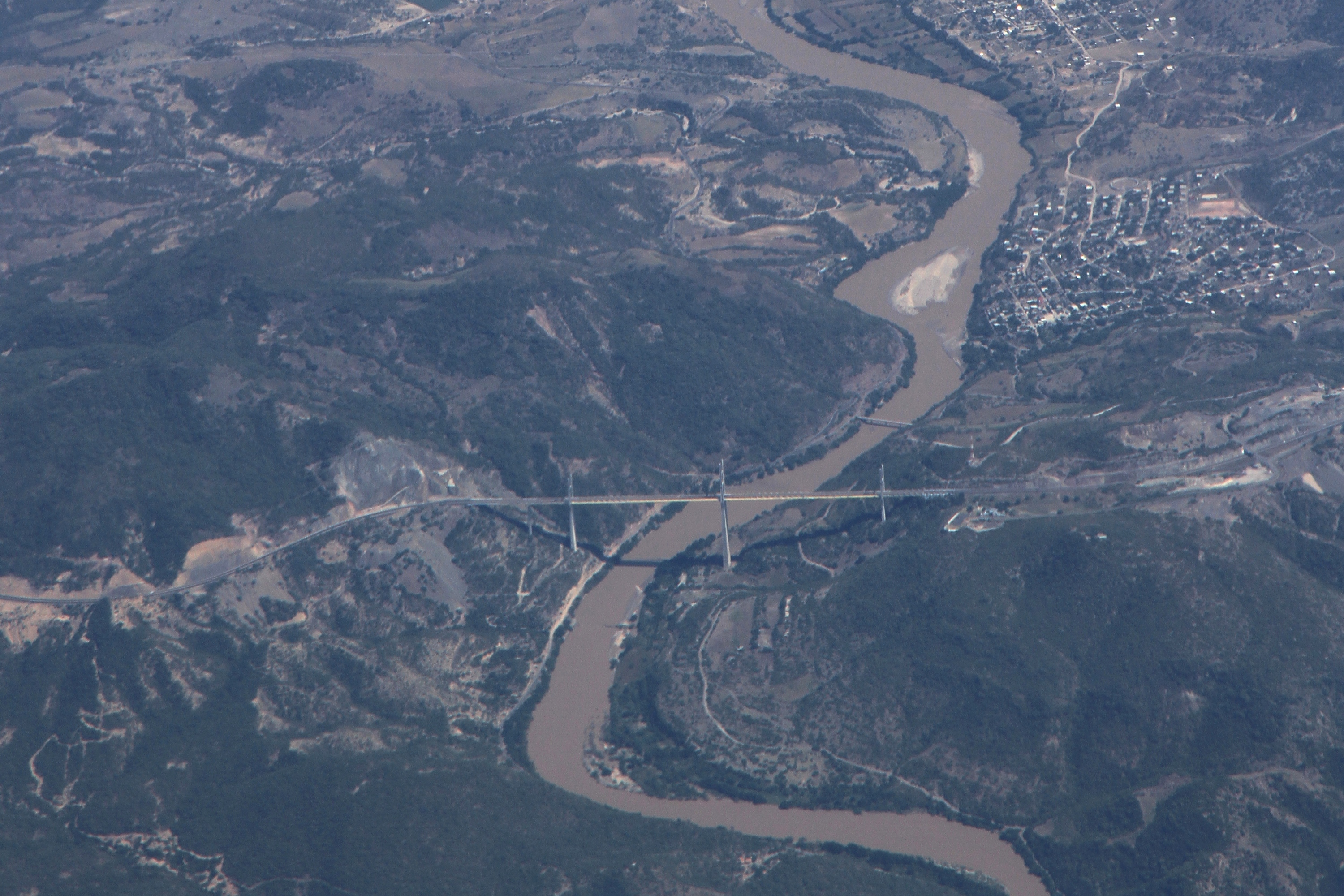
Мост Мецкала в штате Герреро

## Использование
На территории бассейна реки Бальсас проживает около 10 % всего населения Мексики. В 1960 году перед правительственной комиссией была поставлена задача разработать проект освоения района — создать ирригационные системы, новые гидроэлектростанции, усовершенствовать способы использования лесных и минеральных ресурсов.
В пределах бассейна сконцентрировано до 50 % всей текстильной промышленности Мексики, сахарные заводы, деревообработка и другая промышленность. В нижнем течении расположено водохранилище Инфьернильо.